# Майк Лі
Майк Лі (англ. Mike Leigh; нар. 20 лютого 1943) —  британський письменник, режисер театру та кіно.

## Біографія
Майк Лі народився в Солфорді, Ланкашир в сім'ї доктора  Альфреда Абрахама та Філліс Поулін Лі (справжнє прізвище Ліберман, була змінена ще до народження Майка). Навчався на актора в Королівській академії драматичного мистецтва, відточував режисерські навички в театральній школі «Схід 15» (англ. East 15 Acting School), де зустрів свою майбутню дружину і улюблену акторку Елісон Стедман. Окрім того відвідував Кембервільську школу мистецтв (англ. Camberwell School of Arts and Crafts), Центральний коледж мистецтва та дизайну імені Святого Мартіна та Лондонську школу кінематографу (англ. the London Film School).
З 1965 року виступав як режисер та сценарист власної телевізійної п'єси. В 70-х роках зробив 9 телевізійних п'єси. 
1988 року Майк Лі зняв фільм High Hopes в якому сформувався його особистий стиль.
Найкращими роботами Майка вважаються Naked (нагорода за найкращу режисуру на Каннському фестивалі 1993 року), «Таємниці і брехня» (англ. Secrets & Lies) (Золота пальмова гілка 1996 року) та Vera Drake (Золотий лев 2004 року).

## Фільмографія

### Кінофільми
- 1971 — Bleak Moments
- 1973 — Hard Labour
- 1975 — The Permissive Society
- 1976 — Nuts in May
- 1977 — Abigail's Party
- 1977 — Kiss of Death
- 1978 — Who's Who
- 1980 — Grown-Ups
- 1982 — Home Sweet Home
- 1983 — Meantime
- 1985 — Four Days in July
- 1987 — The Short and Curlies (короткометражний)
- 1988 — High Hopes
- 1990 — Life Is Sweet
- 1993 — Naked
- 1996 — Таємниці і брехня / Secrets & Lies
- 1997 — Career Girls
- 1999 — Гармидер / Topsy-Turvy
- 2002 — All or Nothing
- 2004 — Vera Drake
- 2008 — Безтурботна / Happy-Go-Lucky
- 2010 — Another Year
- 2014 — Містер Тернер / Mr. Turner

## Громадська позиція
Підтримав українського режисера Олега Сенцова, незаконно ув'язненого у Росії